# Sundsvalls Tidning

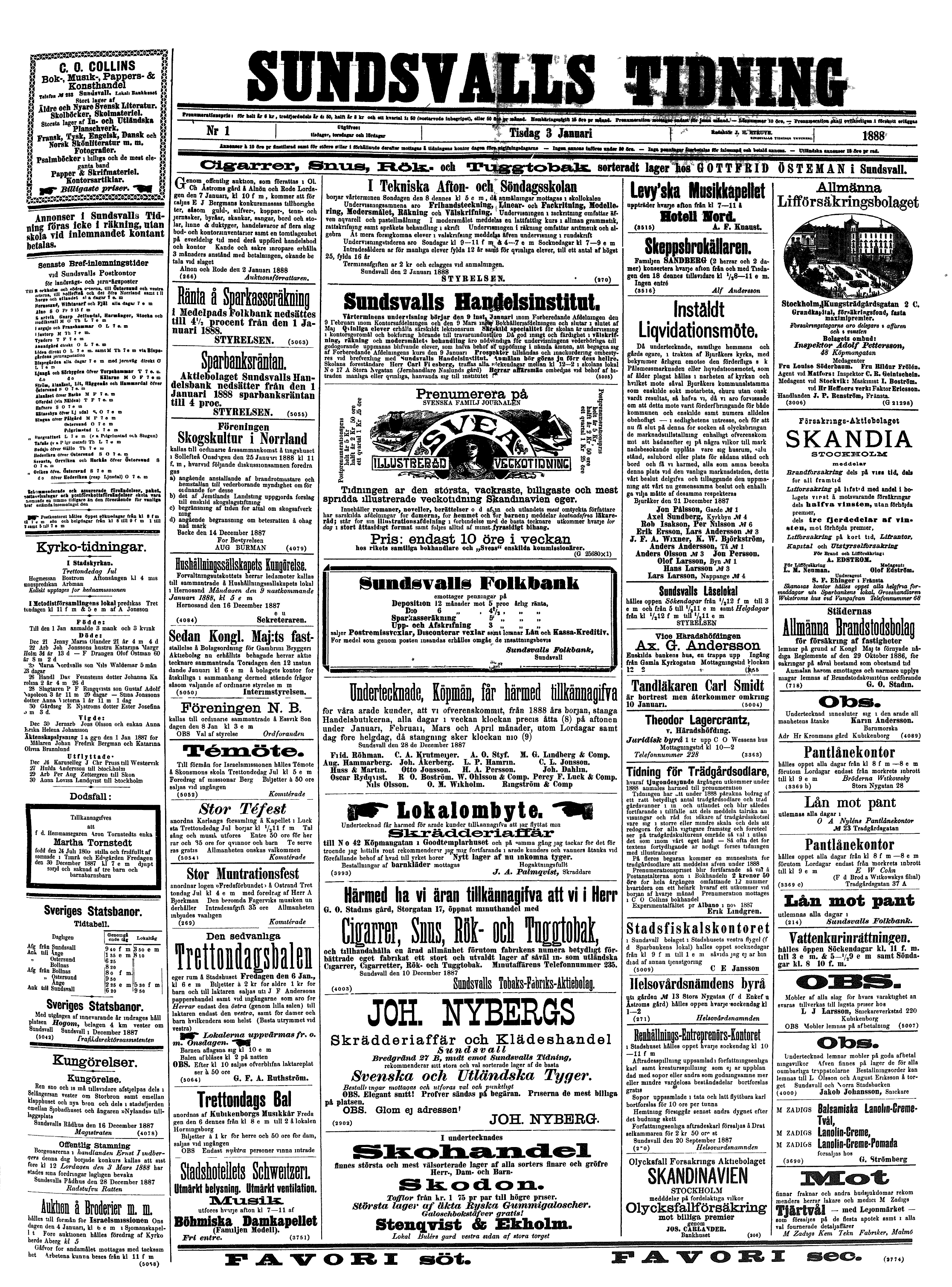
Förstasidan av Sundsvalls Tidning från den 3 januari 1888.

Sundsvalls Tidning (ST) är en svensk liberal morgontidning som ges ut i Sundsvall med omnejd.

## Historia
Tidningen grundades 1841 under namnet Alfwar och skämt, första numret utkom den 16 januari 1841. 1851 ändrades namnet till Norrländska korrespondenten för att den 18 december 1873 anta nuvarande namn. 1896 blev tidningen daglig, det vill säga utkom sex dagar i veckan. Sjudagarstidning blev ST 1943. Det första söndagsnumret utkom den 27 november 1943.
År 1975 köpte Sundsvalls Tidning Örnsköldsviks Allehanda. År 1985 köptes Sundsvalls Tidning och Örnsköldsviks Allehanda i sin tur av Stiftelsen Gefle Dagblad. ST/ÖA:s tidigare ägarfamiljer Alström och Wide behöll inledningsvis röstmajoriteten. GD-koncernen blev senare Mittmedia.
Sundsvalls tidning var den första i Sverige, och andra i världen, att göra försök med tidning för elektroniska läsplattor. 

## Chefredaktör
- Johan Staaf, 1841-1843
- Lars Blomdahl, 1844-1860
- Johan Olof Nyberg, 1860-1870
- Johan Henrik Struve, 1870-1888
- Osvar Hägerstrand, 1888-1894
- Gustaf Reinhold Peterson, 1894-1911
- Karl Lundegård, 1911-1914
- Olof Alström, 1914-1951
- Yngvar Alström, 1951-1976
- Börje Alström, 1976-1989
- Curt Bladh, 1989
- Kjell Carnbro, 1989[3]-2011
- Mats Åmvall, 2011-2013
- Anders Ingvarsson, 2013-2016
- Karin Näslund, 2016[4]-2025.
- Alexandra Johansson, 2025-.